# Předseda vlády Polska

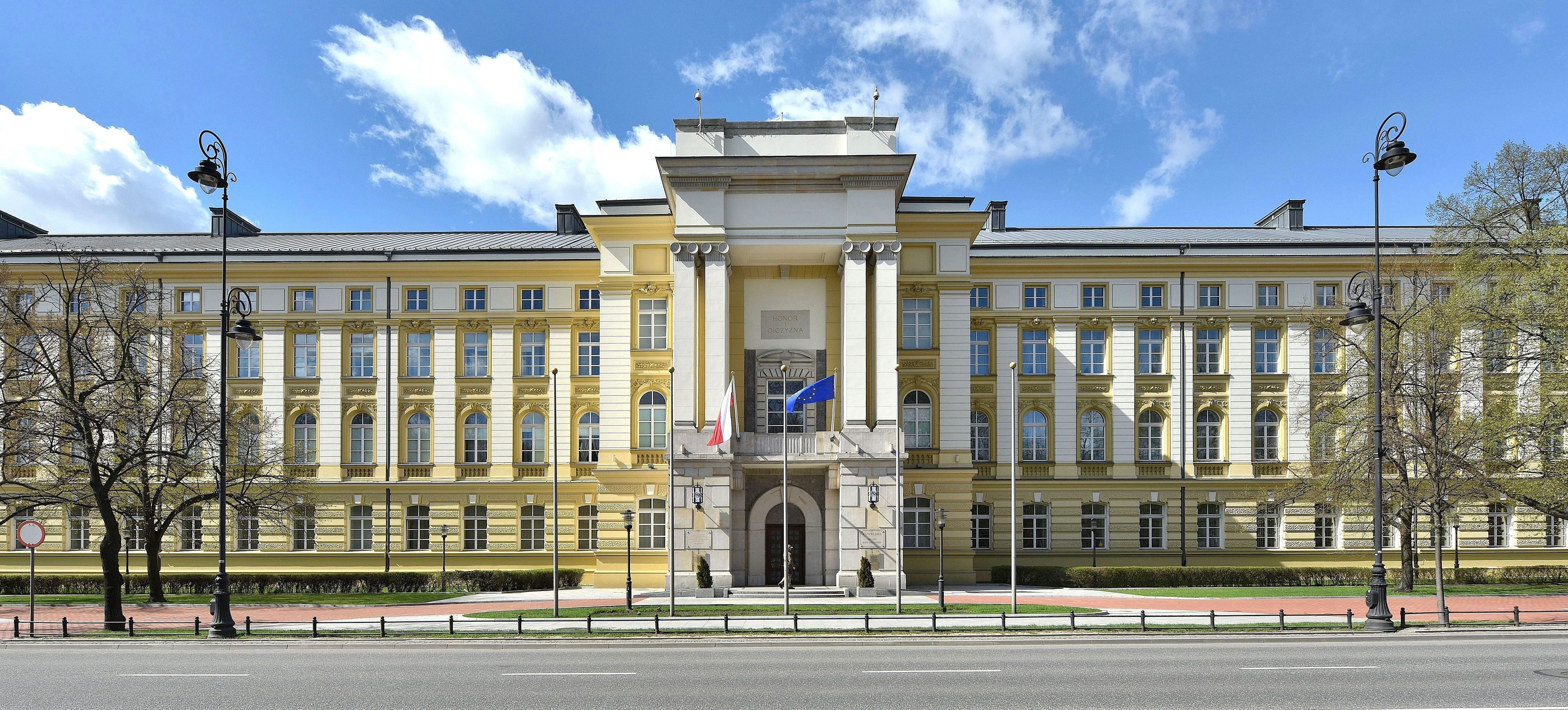
Sídlo premiéra

Předseda vlády Polska, oficiálně Prezident rady ministrů (polsky: Prezes Rady Ministrów), je hlavou vlády Polské republiky. Jelikož je polský politický systém parlamentním, jde o nejvyšší funkci výkonné moci v zemi. Obvykle se uvádí, že post vznikl spolu s republikou v roce 1918, byť měl i své předchůdce – například post velkého kancléře existoval již od roku 1107. Polský premiér ale nebyl klíčovým hráčem vždy, byl vlivný pouze v letech 1918–1926 a znovu je klíčovou postavou politického systému od vzniku třetí republiky (tedy zhruba od roku 1989). V letech 1926–1939 moc držel diktátor Józef Piłsudski z pozice prezidenta, přičemž předseda vlády mu byl podřízen. V letech 1939–1944 bylo Polsko okupováno. Za komunistického režimu (1944–1989) byl premiér také jen vedlejší figurou, moc drželo vedení Polské sjednocené dělnické strany.

## Jmenování
Podle ústavy předsedu vlády jmenuje prezident. Premiér následně navrhne složení kabinetu. Čtrnáct dní po jmenování ministrů musí předseda vlády předložit Sejmu (dolní komoře parlamentu) program a požádat o důvěru. V případě neúspěšného hlasování o důvěře přechází proces sestavování vlády na Sejm, který následně do čtrnácti dnů nominuje předsedu vlády, který znovu navrhne složení kabinetu. Ke schválení kabinetu je potřeba nadpoloviční většina hlasů za přítomnosti alespoň poloviny všech poslanců. V případě neúspěšného hlasování o důvěře je právo nominace předáno zpět prezidentovi, který jmenuje předsedu vlády a ten pak nominuje další členy kabinetu. V případě třetího neúspěšného hlasování o důvěře je prezident povinen zkrátit funkční období Sejmu a vypsat nové volby. Premiér musí vždy podat demisi svého kabinetu na první schůzi nově zvoleného parlamentu.

## Vztah k prezidentovi
Mezi úřady prezidenta a předsedy vlády v minulosti docházelo k řadě kompetenčních konfliktů. Příčinou byla jednání u kulatých stolů, kde byl v roce 1989 dohodnut přechod od komunistického režimu k demokracii. Z jednání vzešel kompromis, v němž poměr mezi prezidentem a premiérem nebyl zcela vyjasněn. Poté co byl v přímé volbě zvolen první postkomunistický prezident Lech Wałęsa, pokusil se vymoci prezidentský či poloprezidentský systém francouzského typu. Nakonec ale tyto snahy nebyly úspěšné. V období 1996–1997 byla parlamentem schválena řada reformních zákonů, které posílily moc předsedy vlády (prezident například ztratil možnost vetovat rozpočet nebo odmítnout jmenování ministra, většina oficiálních aktů prezidenta potřebuje ke své platnosti kontrasignaci předsedy vlády). To stvrdila ústava z roku 1997, načež nastala v Polsku éra silných premiérů. O pouhé ceremoniální funkci prezidenta však nejde hovořit, neboť prezidentovi zůstala v ruce silná zbraň: právo vetovat vládní zákon, přičemž toto veto může být přehlasováno jen třípětinovou většinou hlasů v Sejmu. Třípětinový limit je dost vysoký, takže kupříkladu konzervativní prezident Lech Kaczyński v letech 2007–2010 dosti účinně vety blokoval politiku liberálního premiéra Donalda Tuska.

## Pravomoci
Premiér má značný vliv i na regionální politiku, jmenuje totiž vojvody všech šestnácti vojvodství, kteří dohlíží na správu ústřední vlády v regionech a také na funkce místní samosprávy. Premiér může nařídit částečnou nebo všeobecnou mobilizaci ozbrojených sil.

## Sídlo
Premiér a ministři skládají dle tradice přísahu ve Sloupové síni Prezidentského paláce na ceremonii, kterou řídí prezident. Premiér sídlí v budově kancléřství na ulici Aleje Ujazdowskie ve Varšavě. Oficiálním bydlištěm předsedy vlády je Willa Parkowa, která se nachází několik minut chůze od kancléřství vedle parku Łazienki. Premiér se ale může rozhodnout ji nevyužít, například premiér Donald Tusk se rozhodl bydlet v Sopotech poblíž rodného Gdaňsku.